# 国民邮报
《国民邮报》是加拿大的一份英文报纸。本报是邮报传媒网络公司的旗舰刊物，每周二至周六出版。它由康拉德·布莱克于1998年创立。它曾在全国发行，后来开始在安大略省、魁北克省、阿尔伯塔省和不列颠哥伦比亚省发行日报，在曼尼托巴省和萨斯喀彻温省只发行周末版。从2006年起，该《邮报》不再在加拿大大西洋省份和地区分发。

## 历史

### 起源
康拉德·布莱克围绕着《金融郵報》建立了《国家邮报》，《金融邮报》是多伦多的一份金融报纸，霍林格公司于1997年从太阳传媒公司手中收购。《金融邮报》被保留为新报纸的商业版块名称。
在多伦多之外，《邮报》是建立在霍林格的全国性报刊连锁店（前身为南方报社）的印刷和发行基础设施上，该连锁店包括《渥太华公民报》、《蒙特利尔宪报》、《埃德蒙顿日报》、《卡尔加里先驱报》和《温哥华太阳报》。《邮报》成为布莱克的全国性旗舰刊物，肯·怀特被任命为编辑。
在他的政治视野之外，布莱克还试图与肯尼斯·汤姆森在加拿大以《环球邮报》为首的媒体帝国展开直接竞争，布莱克和其他许多人认为《环球邮报》是自由党建制派的平台。
在开办时，该报的编辑立场是保守的。它主张开展 “联合右翼 ”运动，以建立一个可行的来替代让·克雷蒂安自由党政府的方案，并支持加拿大联盟。《邮报》的评论版包括了琳达·麦奎格等意识形态自由主义者、马克·斯坦恩和黛安·弗朗西斯等保守派人士以及大卫•弗鲁姆的不同意见的专栏。《邮报》的编辑部最初的成员包括埃兹拉·利万特、尼尔·西曼、乔纳森·凯、保守党议员约翰·威廉姆森和作家兼历史学家的亚历山大·罗斯。
《邮报》杂志样式的平面和布局设计屡获殊荣。《邮报》的最初设计是由蒙特利尔的设计顾问卢西·拉卡瓦创作的。 现在，《邮报》的头版印着一句格言——“世界上设计最好的报纸”。

### 出售给加西环球
《邮报》如果不在年度预算赤字的情况下运作，就无法保持市场的发展势头。与此同时，康拉德·布莱克正被他的负债累累的媒体帝国——霍林格国际所困扰。布莱克剥离了自己在加拿大媒体的持股，并将《邮报》分两个阶段出售给了以色列依奇·艾斯柏旗下的加西环球通讯公司——2000年出售50%，连同整个绍瑟姆报业连锁，2001年剩余50%。加西环球同样拥有着环球电视。
依奇·艾斯柏于2003年10月去世，他的儿子伦纳德和大卫·阿斯皮尔接管了加西环球，后者担任《邮报》董事长。总编辑马修·弗雷泽于2005年在新的出版商莱斯·派埃特到来后离职——这是该报7年来的第7家出版商。弗雷泽的副主编道格·凯利接替他担任编辑。佩耶特到任7个月后离职，由戈登·费舍尔接替。

### 21世纪

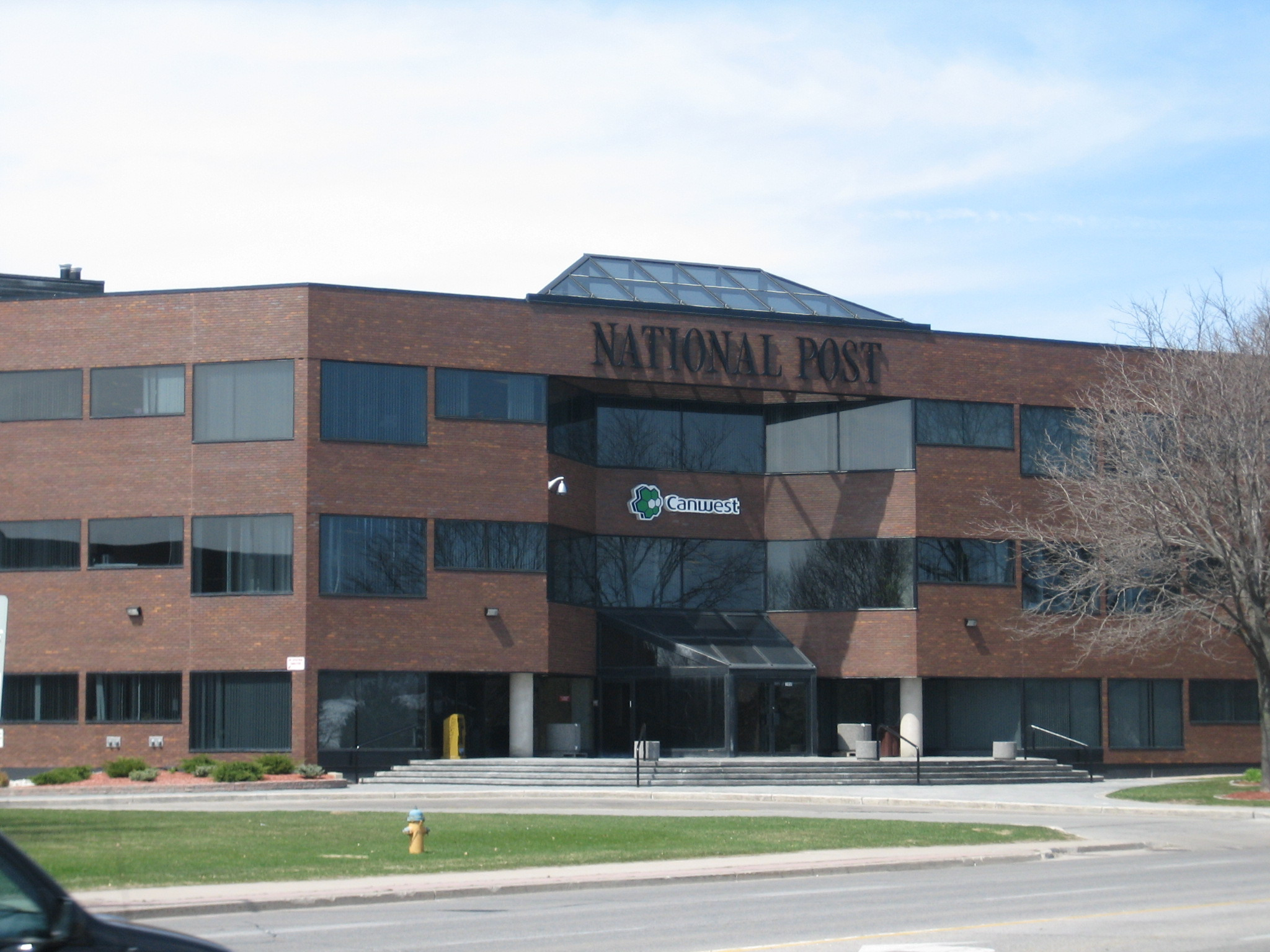
前《国家邮报》（后媒体）大楼在（多伦多）當妙斯社區的當妙斯道1450号

《邮报》在2006年限制了加拿大大西洋地区的印刷发行，这是加拿大另外两家跨地区发行的报纸《环球邮报》和《多伦多星报》都采用的趋势之一。从2007年起，除哈利法克斯外，加拿大大西洋地区的所有报摊都取消了印刷版。2008年，该报进一步注重在线出版，暂停了马尼托巴省和萨斯喀彻温省的工作日版和送货上门。在接下来的十年里，该报继续向数字方向发展。
政治上，虽然阿斯帕一家长期以来一直是聯邦自由党的坚定支持者，但是《邮报》一直保持了保守的编辑立场。莱斯·派埃特曾是家乡曼尼托巴省的自由党领袖。阿斯伯斯曾因呼吁自由党总理克里田辞职而争议性地解雇了《渥太华公民报》的发行人拉塞尔·米尔斯。
然而，正值弗雷泽担任编辑时，《邮报》在2004年大选支持了聯邦保守党。保守党在那次选举中以微弱的优势输给了自由党。大选结束后，出乎许多保守派读者的意料，《邮报》转而支持获胜的自由党政府总理马田，并对保守党及其领导人哈珀提出了严厉批评。该报在2006年大选前再次转变了阵营(当时保守党赢得了一个少数派政府)。在竞选期间，戴维·阿斯珀多次公开露面支持保守党。
与竞争对手《环球邮报》一样，《邮报》也在加拿大最大的城市安大略省的多伦多发行独立版，也是北美仅次于纽约、洛杉矶和芝加哥的第四大英文媒体中心。多伦多版包括向加拿大其他地区发行的版本中没有的额外本地内容，并在旺市的多伦多星报新闻中心印刷。
2007年9月27日，《邮报》公布了其外观的重大重新设计。在《邮报》的总编辑和图形设计盖尔·格林的指导下，重新设计的特点是字体大小和使用的字体数量得到统一，图表的字体更加简洁，并将铭牌的横幅从顶部移到左边的第1页以及每个部分的头版。《邮报》在2008年、2011年及2015年大选都支持保守黨。
2009年，该报宣布一项削减成本的临时措施，从2009年7月到9月将不再印刷周一版。2009年10月29日，加西环球宣布，由于缺乏资金，《国家邮报》可能在2009年10月30日关闭，但前提是须将该报转移到新的控股公司。2009年10月29日晚些时候，安大略省高等法院法官萨拉·佩帕尔做出了有利于加西环球的裁决，允许该报纸迁入控股公司。加西环球聘请的投资银行家在今年年初试图出售《国家邮报》时，没有收到任何报价。在没有买家成交的情况下，研究了该报，但清算资产的成本大于收益。加西环球的律师在与佩帕尔法官的辩论时说，《国家邮报》为加西环球连锁的其他报纸增加了价值。
2011年10月28日，《邮报》公布了有史以来的首次年度盈利。
该报现隶属于加拿大邮报传媒网络公司，该公司是一家总部位于安大略省多伦多市的加拿大媒体公司，由前加西环球的出版资产组成，主要经营报纸出版、新闻采集和互联网业务。
2010年，《国家邮报》首席执行官保罗•戈弗雷组建了该集团，以竞购陷入财务困境的加西环球公司出售的连锁报纸（该公司的广播资产被单独出售给了萧氏通讯）。戈弗雷获得了美国私募股权公司金树资产管理公司以及其他投资者的资金支持。从加西环球收购连锁，该集团于2010年7月13日完成了一项11亿美元的交易。这家新公司有5,500多名员工。该公司的股票于2011年在多伦多证券交易所上市。
自由党杜魯多在2015年聯邦大選勝出成為新總理，郵報繼續支持官方反對党保守党直到現在。國家郵報在2021年聯邦大選支持奧圖爾領導下的加拿大保守黨。

## 争议

### 2006年伊朗问题争端
2006年5月19日，报纸刊登了两篇文章，声称伊朗议会通过了一项法律，要求宗教少数人士佩戴特殊的身份徽章。有一篇是头版新闻，标题为“伊朗为犹太人提供徽章”，并附上一张1935年的照片，有两名犹太人佩戴着纳粹定制的犹太星。当天晚些时候，专家开始站出来质疑《邮报》报道的准确性。这个报道被证明是假的，但在此之前，它已经被其他各种新闻媒体报道，并引发了世界领导人的议论。加拿大总理史蒂芬·哈珀对该报道的议论促使伊朗召见加拿大驻德黑兰大使戈登·E·文纳，要求其作出解释。
2006年5月24日，《国家邮报》总编辑道格·凯利在第二版发表了一篇道歉声明，承认报道不实，并承认《国家邮报》没有采取足够的谨慎态度，也没有核实足够的消息来源。

### 对反伊斯兰情绪的指控
从1998年至2014年，现已解散的加拿大伊斯兰会议组织一直在积极监测媒体对反穆斯林或反伊斯兰情绪的报道，并发布报告强调其发现。它反对使用“伊斯兰游击队”、“伊斯兰叛乱”和“穆斯林激进分子”等词汇，并表示“激进分子”或“恐怖分子”等词汇在使用时不应与宗教联系在一起，“因为没有任何宗教教导或支持恐怖主义、好战主义或极端主义。”国会曾特别指出了《国家邮报》，称该报一直是反伊斯兰媒体的“第一名”。
《国家邮报》的一些撰稿人随后批评了加拿大伊斯兰会议组织有关该报反伊斯兰教的指控。亚历山大·罗斯写道：“从其（加拿大伊斯兰会议组织）对德班会议（2001）的支持，在此期间鹰钩鼻的犹太人被等同于种族隔离和种族灭绝,加拿大伊斯兰会议组织似乎对某些真正具有煽动性的种族主义语言并不感冒”，加拿大伊斯兰会议组织为了‘社会和谐’而对审查制度的癖好，正如加拿大伊斯兰会议组织所说，散发着压迫埃及、伊拉克、伊朗和沙特阿拉伯穆斯林的专制主义的气息。”此外，罗斯还表示，“通过剔除不雅的语言，加拿大伊斯兰会议组织似乎相信正确的思想将会产生，即使以必要的代价报道真相。”罗伯特·富尔福德写道，加拿大伊斯兰会议组织 “主要是通过控诉尚未发生的偏见行为来证明其存在的合理性”，“当被认为是宗教的一部分的男女以宗教的名义犯罪时，建议我们回避宗教问题是荒谬的”，而乔纳森·凯写道：“加拿大伊斯兰会议组织的人自称是这个国家什么能说、什么不能说的仲裁者”，而加拿大伊斯兰会议组织的主席埃尔马斯里是 “这个国家自封的对一切仇恨的法官”。

## 主编
- 肯尼斯·怀特（英语：Ken Whyte），1998-2003
- 马修·弗雷泽（英语：Matthew Fraser (journalist)），2003-2005
- 道格·凯利（英语：Doug Kelly (journalist)），2005-2010
- 斯蒂芬·莫里斯，2010-2014
- 安妮·玛丽·欧文斯，2014-2019
- 罗伯·罗伯茨，2019-

## 2010年编辑的职务
- 安妮·玛丽·欧文斯，主编
- 妮可·麦克亚当，[25]《金融邮报》执行制片人
- 乔纳森·凯，《评论》主编（1998-2014）
- 达斯汀·帕克斯，《特稿社》执行制片人
- 盖尔·格林，《设计和图形》总编辑
- 提姆·罗斯顿，美术编辑（1998-2003）
- 特伦斯·柯克兰（英语：Terence Corcoran），《外交政策》评论编辑
- 安德鲁·科因（英语：Andrew Coyne），《评论与编辑》执行制片人（2014-2015）
- 戴安娜·弗朗西斯（英语：Diane Francis），《外交政策》特约编辑
- 安妮·麦克唐纳，国内新闻编辑
- 杰夫·沃瑟曼，摄影和多媒体编辑

## 知名专栏作家
以下是《国家邮报》过去和现在的专栏作家名单。

### 现状
- 康拉德·布莱克（英语：Conrad Black）
- 特伦斯·科科伦（英语：Terence Corcoran）   —— 《金融邮报》
- 神父雷蒙德·J·德·索萨（英语：Father Raymond J. de Souza）
- 黛安娜·弗朗西斯（英语：Diane Francis）  —— 《金融邮报》
- 洛恩·冈特（英语：Lorne Gunter）
- 拉里萨·哈拉平（英语：Larysa Harapyn）  —— 《金融邮报》
- 约翰·艾维森（英语：John Ivison）
- 雷克斯·墨菲（英语：Rex Murphy）
- 劳伦斯·所罗门（英语：Lawrence Solomon）
- 乔丹·彼得森（英语：Jordan Peterson）

### 过去
- 戴夫·毕迪尼（英语：Dave Bidini）
- 克里斯蒂·布拉奇福德（英语：Christie Blatchford）
- 安德鲁·科因（英语：Andrew Coyne）
- 戴维·弗鲁姆（英语：David Frum）
- 罗伯特·富尔福德（英语：Robert Fulford (journalist)）
- 克里斯托弗·希欽斯
- 乔治·乔纳斯（英语：George Jonas）
- 芭芭拉·凯（英语：Barbara Kay）
- 乔纳森·凯（英语：Jonathan Kay）
- 塔莎·海里丁（英语：Tasha Kheiriddin）
- 查尔斯·克劳萨默（英语：Charles Krauthammer）
- 费萨尔·库提（英语：Faisal Kutty）
- 史蒂夫·默里（英语：Chip Zdarsky）
- 约翰·奥沙利文（英语：John O'Sullivan (columnist)）
- 罗斯玛丽·塞克斯顿（英语：Rosemary Sexton）
- 米雷耶·西尔科夫（英语：Mireille Silcoff）
- 马克·斯坦恩
- 罗宾·乌贝克（英语：Robyn Urback）
- 乔治·威尔（英语：George Will）
- 布雷特·威尔逊（英语：W. Brett Wilson）

## 运营
《国家邮报》的主要办公室位于安大略省多伦多市布鲁尔街东365号。它的前身是多伦多唐·米尔斯社区唐·米尔斯路1450号，已于2012年迁出。
《国家邮报》没有自己的印刷厂，报纸是在安大略省旺市的多伦多星报新闻中心印刷的，直到多伦多星报关闭了该中心。